# Monte Valinski
Il Monte Valinski (in lingua inglese: Mount Valinski), è un picco roccioso alto 1.640 m, situato subito a sud del Ghiacciaio Millington e 7 km a ovest del Ghiacciaio Ramsey, nei Monti della Regina Maud, in Antartide.   
La denominazione è stata assegnata dall'Advisory Committee on Antarctic Names (US-ACAN) in onore di Joseph Edward Valinski (1929-1997), della U.S. Navy, operatore radio a bordo del Volo 8 dell'Operazione Highjump, effettuato il 16 febbraio 1947, nel corso del quale il monte fu fotografato dall'aria.